# Najświętsza Maria Panna jako śpiąca dziewczynka
Najświętsza Maria Panna jako śpiąca dziewczynka (hiszp. Virgen Niña dormida lub Virgen Niña en Meditación) – obraz olejny hiszpańskiego malarza Francisca de Zurbarána (1598–1664). Istnieją dwie sygnowane przez malarza wersje tego dzieła, jedna jest eksponowana w muzeum Katedry Zbawiciela w Jerez de la Frontera, druga znajduje się w zbiorach Fundacji Banku Santander. Casa Teresiana w Madrycie posiada wierną kopię z XVII w. wykonaną przez naśladowcę Zurbarána.
Mała Maria została przedstawiona w swoim domu, zgodnie z wizjami błogosławionych i mistyków z epoki. Sen zaskoczył dziewczynkę w czasie lektury. Jej twarz jest spokojna, ale jednocześnie rozpalona, gdyż śni o aniołach. Żywa czerwień jej sukni symbolizuje miłość i królestwo – ponieważ Maria jest Królową Aniołów. Niebieski płaszcz oznacza nadzieję i wierność. Na małym stoliku po prawej stronie, na metalowym półmisku, stoi waza z orientalnej porcelany. Umieszczone w niej trzy kwiaty symbolizują przymioty Marii: róża – miłość, lilia – czystość i goździk – wierność.
Do obrazu miała pozować malarzowi jego córka, Manuela.